# Racecadotril
Il Racecadotril o Acetorphan è un farmaco antidiarroico pediatrico e no, dal meccanismo antisecretorio puro, usato nel trattamento della diarrea acuta. Chimicamente è un dipeptide sintetico che ha la capacità di inibire l'encefalinasi periferica; questa inibizione enzimatica determina un potenziamento dell'azione delle encefaline sul recettore intestinale δ per gli oppioidi. Il blocco dell'encefalinasi determina un'attività antidiarroica dovuta a un aumento dell'attività anti secretoria propria delle encefaline, senza alterare il normale tono e la motilità intestinale. L'effetto antidiarroico si espleta per una diminuzione della secrezione di acqua e degli elettroliti intestinali, secreti nel lume del tratto digestivo da parte dei plessi mioenterici e submucosali.
Il trattamento con racecadotril riduce la durata e l'intensità della diarrea e dei sintomi associati, sin da 2-3 mesi di età.
Questa sostanza è stata studiata sin da 1993 e brevettata dai Laboratori Bioprojet Pharma; essa è commercializzata in alcuni paesi del mondo con i nomi: Hidrasec, Tiorfan, Tiorfix. Non è ancora in commercio negli USA e in Gran Bretagna.

## Storia
Il racecadotril è stato sintetizzato e studiato dai laboratori Bioprojet Pharma di Parigi; è in commercio in Francia dal novembre del 2000; mentre è entrato in commercio nel 2003 in Messico e Spagna, nel 2004 in Perù, Tunisia e Germania, nel 2005 in Guatemala, Costa Rica, Honduras, Nicaragua, Ecuador, Paraguay, Portogallo e Bulgaria, nel 2006 in Venezuela, Cile e Grecia, nel 2007 in Vietnam e Filippine.
In Italia è in commercio dal 2007, in un primo tempo è stato commercializzato dalla Abbott It; successivamente in concessione di vendita dalla MarvecsPharma Service.
In Francia ha venduto più di 9.000.000 di confezioni e dal 2005 la French Transparency Commission ha accolto la rimborsabilità del racecadotril (HAS, 7 Sep 2005).
Nel giugno del 2010 una ricerca di post-Marketing surveillance, condotta in Venezuela su 3.873 bambini di età compresa tra i 3 mesi e i 12 anni, conferma la tollerabilità e l'efficacia del farmaco nel trattamento della diarrea acuta.
In totale, fino a tutto il 2007, sono stati trattati nel mondo con racecadotril 11.200.000 bambini, secondo l'Azienda produttrice; di questi il 59% sono neonati.
Con un meccanismo non ancora chiarito il racecadotril incrementa la secrezione di insulina nel sangue di animali da esperimento.

## Effetti collaterali
È stato pubblicato, sull'European Journal of Pediatrics, un caso di ipersensibilità al racecadotril.

## Trial clinici randomizzati
Sono stati condotti 4 studi randomizzati (RCT) sull'uomo; queste ricerche si sono concluse nel 2012, e nel 2010. Al gennaio 2013 non risultano pubblicati i risultati di questi studi; mentre nel 2011 è stato pubblicato un RCT condotto in Messico su 216 bambini che dimostra come la decisione del medico di usare il farmaco, in soggetti con diarrea, venga influenzata dal sistema di valutazione scelto per determinare la gravità della diarrea.
Un recente studio dimostra la superiorità dell'octreotide rispetto al racecadotril nel controllo di forme di diarrea acuta di origini infettive in pediatria.